# 빈도니사

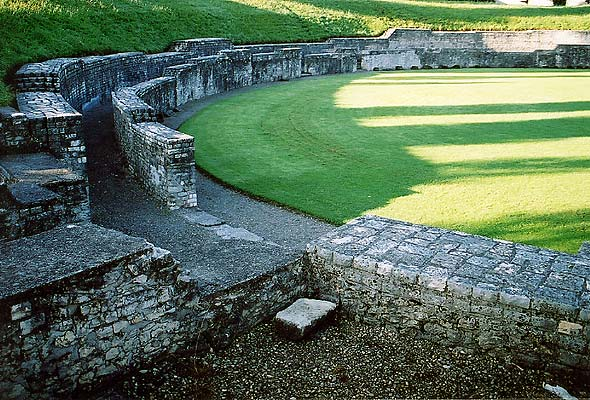
빈도니사의 원형극장

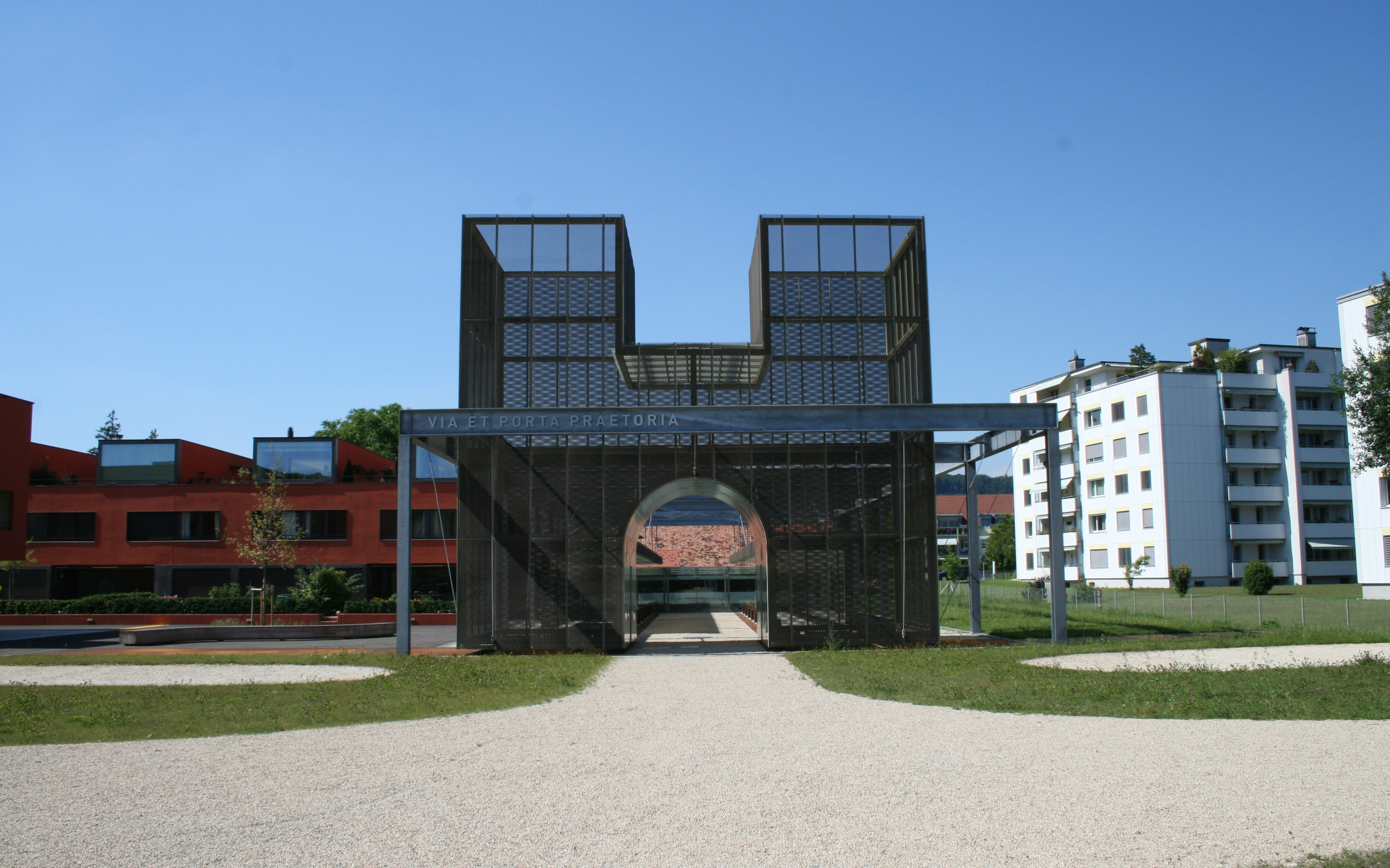
현대에 재건된 남문

빈도니사(Vindonissa, * windo- "white"의 Gaulish 지명에서)는 로마 군단 캠프, 비쿠스 및 나중에 현대 스위스 빈디쉬의 주교좌였다. 수용소의 유적은 국가 중요 유산으로 등록되어 있다. 브루크 시는 군단 캠프에서 발견한 유물을 전시하는 작은 로마 박물관을 운영하고 있다.

## 역사
로마 진영의 서쪽 가장자리를 따라 발굴된 결과 청동기 시대 후기(기원전 1000-800년경)로 거슬러 올라가는 몇 개의 장작더미 무덤이 발견되었다. 빈도니사의 첫 번째 정착지는 아레강과 로이스강 사이의 반도에 있는 기원전 1세기 헬베티족의 요새 마을이었다. 정착지는 반도의 좁은 목을 가로질러 뻗어 있는 최대 7m 깊이의 도랑과 함께 약 350m 길이의 나무와 흙벽으로 보호되었다. 이 정착지는 율리우스 카이사르가 헬베티족을 기원전 58년 정복하거나, 기원전 15년 알프스를 정복한 후 로마의 지배를 받았다.
기원전 15년경에 그 자리에 작은 초소가 세워졌다. 로마 정착촌과 군단 진영은 아마도 서기 15년에 설립되었을 것이다. 약 30의 확장에서 온천탕이 추가되었다. 게미나 제13군단는 44 또는 45까지 빈도니사에 주둔했다. 라팍스 제21군단이 도착하면서 캠프는 석조 요새로 재건되었다. 21군단이 69년에 시골을 약탈한 후, 클라우디아 제11군단으로 교체되어 101년까지 주둔했다. 이 날짜 이후 빈도니사는 4세기에 성이 지어진 민간인 정착지였다.
서기 15년경에 설립된 수용소는 약 20ha의 면적을 차지했으며, 이중 도랑으로 둘러싸인 낮은 망루와 나무 문이 있는 1.8km 길이의 나무와 흙벽으로 둘러싸여 있었다. 서기 72년에 이것은 거대한 문, 망루 및 단일 도랑이 있는 3.6m 두께의 벽으로 대체되었다.
폐허의 최초의 체계적인 발굴은 1896년에 시작되었다. 이 발굴과 이후의 발굴은 여러 건물의 폐허와 수많은 유물을 발견했다. 2km 길이의 로마 지하 운하는 여전히 쾨닉스펠덴 수도원의 분수대에 물을 공급하고 있다. 빈도니사에는 약 10,000석을 수용할 수 있는 현대 스위스에서 가장 큰 로마 원형극장이 포함되었다. 서쪽과 북쪽 벽의 기초와 로마 목욕탕의 유적이 발견되었다.

## 같이 보기
- 핀 막 쿨